# تاغزوت (أولاد المعصوم)
تاغزوت هو دُوَّار يقع بجماعة زاوية سيدي عبد القادر، إقليم الحسيمة، جهة طنجة تطوان الحسيمة في المملكة المغربية. ينتمي الدوّار لمشيخة أولاد المعصوم التي تضم 4 دواوير. يقدر عدد سكانه بـ 719 نسمة حسب الإحصاء الرسمي للسكان والسكنى لسنة 2004.

## روابط خارجية
- البوابة الوطنية للجماعات الترابية نسخة محفوظة 12 مارس 2018 على موقع واي باك مشين.
- المندوبية السامية للتخطيط